# Конрад I фон Тюбинген-Херенберг
Конрад I фон Тюбинген-Херенберг (на немски: Konrad I Graf von Tübingen-Herrenberg; † 1377) е граф на Тюбинген в Херенберг.

## Произход
Той е син на граф Еберхард фон Тюбинген-Херенберг „Шерер“ († 21 април 1302) и съпругата му графиня Аделхайд фон Калв-Файхинген († сл. 1323), дъщеря на граф Конрад III фон Калв-Файхинген († 1283/1284) и Анес фон Тюбинген († 1298), дъщеря на граф Улрих I фон Тюбинген-Асперг († 1283) и Елизабет фон Феринген († сл. 1264). Внук е на граф Рудолф I фон Тюбинген-Херенберг († 1277) и графиня Аделхайд фон Еберщайн-Сайн († сл. 1277).
Брат е на пфалцграф Йохан III фон Тюбинген-Херенберг († сл. 1329), свещеник във Файхинген, и на граф/пфалцграф Рудолф IV (VI) фон Тюбинген-Херенберг-Гултщайн († 1356), женен за Аделхайд фон Оксенщайн († 1386), дъщеря на Ото VI фон Оксенщайн († 1377) и ландграфиня Елизабет фон Хесен († 1339).

## Фамилия
Конрад I фон Тюбинген-Херенберг се жени пр. 25 май 1337 г. за Маргарета Шпет фон Файминген († сл. 1370), вдовица на Бертхолд фон Айхен († 1 май 1330), дъщеря на Херман Шпет фон Щайнхарт († сл. 1339) и фон Нойфен-Марщетен, дъщеря на граф Албрехт III фон Нойфен-Марщетен-Грайзбах († 1306) и Елизабет фон Грайзбах († сл. 1316). Те имат децата:
- Конрад II фон Тюбинген-Херенберг († 1382/1391), пфалцграф на Тюбинген-Херенберг, женен пр. 23 април 1370 г. за Верена фон Фюрстенберг (* ок. 1348/1360; † сл. 1391), дъщеря на граф Хайнрих III фон Фюрстенберг († 1367) и Анна фон Монфор-Тетнанг († 1373)
- Маргарет фон Тюбинген († сл. 1385), омъжена 1314 г. за Валтер VII фон Геролдсек († сл. 1379), син на Йохан I фон Геролдсек († 1321) и Анна фон Фюрстенберг († сл. 1321)
- Линка фон Тюбинген († сл. 1379), монахиня в Кирхберг